# Kagerou Project
Kagerou Project (カゲロウプロジェクト, Kagerō Purojekuto), également connu sous le nom Kagerou Days ou Kagerou Daze, est au départ un ensemble de chansons composées par Shizen no Teki-P (ou Jin) grâce au logiciel vocal Vocaloid et publiée sur Niconico. La première musique du projet intitulée Artificial Enemy a été publiée le 17 février 2011. Depuis, une série de light novels, un manga intitulé Kagerou Days et une série télévisée d'animation intitulée Mekakucity Actors (メカクシティアクターズ, Mekakushiti Akutāzu) ont commencé à lier toutes ces chansons. Pour l'instant, seules les voix d'Hatsune Miku et d'IA ont été utilisées pour les chansons. Les PV (appelés aussi Music Videos) ont été illustrées par les artistes Wannyanpu et Shidu

## Synopsis
Chaque chanson raconte une histoire avec différents personnages, membres du Mekakushi Dan.  L'histoire finale se construit autour de toutes ces chansons.

## Personnages

### Membres du Mekakushi Dan
Tsubomi Kido (木戸 つぼみ)
Elle est l'actuelle leader du Mekakushi Dan. Elle est toujours vue avec un sweat à capuche mauve avec un casque dessiné sur la capuche et un bouton d'iPod sur le devant. Elle porte aussi un pantalon et des converses vertes. Le côté gauche de son pantalon est enroulé jusqu'au genoux. Elle a 16 ans.
Kido a grandi dans le même orphelinat que Seto et Kano, avant d'être tous les trois adoptés par la famille Tateyama. On la voit tout le temps écouter de la musique. Bien qu'elle soit gentille et qu'elle soit la personne ayant le plus de bon sens dans le groupe, elle est colérique et a beaucoup de mal à tenir les autres membres, spécialement Kano et Seto. Elle peut rendre les personnes qu'elle voit mal à l'aise à cause de son expression et de son regard. Quand elle était plus jeune, elle n'avait presque pas de présence à cause de son pouvoir et beaucoup de monde l'ignorait sans le vouloir.Au premier abord, elle parait froide, même effrayante mais au fond elle est très gentille et altruiste, particulièrement avec les membres du groupe.
Sa capacité est la dissimulation : elle peut altérer la perception des personnes et objets dans un rayon de 2m autour d'elle, ce qui a pour effet de les rendre invisibles et qu'on ne peut pas les entendre. Par contre, la dissimulation s'arrête en cas de contact avec quelque chose ou quelqu'un.
Kōsuke Seto (瀬戸 孝助)
Deuxième membre du Mekakushi Dan, Seto est un jeune homme de 16 ans aux cheveux noirs et aux yeux marron. Quand il était plus jeune, il était vêtu d'un sweat blanc à capuche et d'un pantalon jaune. Actuellement, il est toujours vu avec un une-pièce à capuche vert et des chaussures de la même couleur.
Seto est une personne particulièrement gentille, comme on peut le voir quand il invite Mary dans le groupe alors que tout le monde l'a toujours embêté.
Il se fait aussi des amis très facilement, comme on peut le voir avec Shintarō. Il s'entend naturellement très bien avec Kano et Kido vu qu'ils ont grandi ensemble dans le même orphelinat, avant d'être tous les trois adoptés par la famille Tateyama.
Actuellement, il travaille chez un fleuriste mais fait souvent des petits boulots comme agent de la circulation ou livreur de journaux.
Sa capacité est l'analyse, qui lui permet de savoir tout ce qu'il veut sur quelqu'un quand il le regarde dans les yeux. Il ne l'utilise pas souvent car il la considère comme un pouvoir qui "vole" avec un regard, sans avoir besoin de communication. Seto peut aussi parler aux animaux.
Shūya Kano (鹿野 修哉)
Troisième membre du groupe, il est aussi celui qui a décidé seul du nom Mekakushi Dan, sans l'accord ou presque des autres membres du groupe. C'est un jeune homme de 16 ans, blond aux yeux jaunes, portant un sweat marron foncé, un jean bleu et des bottes elles aussi marron.
Il a grandi dans le même orphelinat que Kido et Seto, avant d'être tous les trois adoptés par la famille Tateyama et il a le don d'exaspérer Kido. Il est assez distant et ne semble pas capable de rester sérieux plus de quelques secondes, mais on le voit toujours avec un sourire sur le visage. Malgré le fait qu'il ait l'air de ne soucier de rien, on peut compter sur lui dans les moments importants.
Kano possède un pouvoir d'illusion, ou de tromper les yeux des autres. Quand il utilise ce pouvoir, les personnes le regardant ne verront pas ce qu'il fait réellement mais une illusion. Comme la portée de ce pouvoir est faible, il ne peut l'utiliser que sur lui.
Il était au courant des plans du serpent avec Ayano, ce qui est pour lui un fardeau .
Mary Kozakura (小桜 茉莉)
Mary est le quatrième membre du groupe. Mary a des cheveux blancs et des yeux rouges. Elle est vêtue d'une robe bleue, son pull est blanc.
Étant la petite-fille d'un monstre, Mary a l'air très jeune bien qu'elle ait fêté son centième anniversaire depuis longtemps. À cause de l'enfance difficile qu'elle a eu, elle est très timide et a tendance à être effrayée quand elle rencontre des personnes lui étant encore inconnues. Tout comme Shintarō, elle a peu d'endurance, est très maladroite et n'aime pas sortir dehors.
Son pouvoir est la paralysie : elle peut paralyser les personnes qu'elle regarde dans les yeux pendant quelques instants. Son pouvoir est bien moins puissant que celui de sa grand-mère ou même que sa mère, qui pouvaient changer les personnes qu'elles regardaient en pierre.
Momo Kisaragi (如月 桃)
Momo est le cinquième membre du Mekakushi Dan et aussi la sœur de Shintarō. Elle a 16 ans, ses cheveux et ses yeux sont oranges. Elle est généralement vue portant un sweat rose avec "阿吽" (Aun) écrit dessus, un short blanc et des baskets rouges.
Bien qu'elle soit une idole, Momo a un certain nombre de problèmes, comme le fait que depuis qu'elle possède son pouvoir, un grand nombre de personnes la rejetaient presque et elle n'avait pas beaucoup d'amis. Cependant, son entrée dans le Mekakushi Dan lui a permis de retrouver son caractère d'antan, très semblable à celui de son frère d'après Jin. Mais, contrairement à son frère, elle ne parvient pas à avoir de bonnes notes au lycée (on apprend que même après 2 semaines de cours supplémentaires en biologie, elle n'a que 2 au contrôle).
Son pouvoir est la captation : elle attire l'attention des personnes qui la voient, peu importe leurs goûts.
Ene (エネ)
Ene est le sixième membre du groupe. Elle était une humaine connue sous le nom de Takane Enomoto mais a été changée en programme informatique. Ses cheveux et ses yeux sont bleus. Elle porte un gilet bleu avec des bandes blanches sur les bras, une jupe bleue et noire plus des bottes noires. Elle a quelques pixels à la place de ses pieds.
C'est une jeune fille naïve, insolente et effrontée qui est apparue sur l'ordinateur de Shintarō un an avant qu'il ne rejoigne le Mekakushi Dan. Elle est arrivée sous la forme d'un virus sur un mail et ne peut disparaître de l'ordinateur de son maître. Bien qu'elle puisse être supprimée, elle réapparaît dès que l'ordinateur se connecte à internet. Elle fait beaucoup de choses pour énerver Shintarō, comme renommer ses fichiers ou lui faire croire qu'elle va supprimer une chanson qu'il a créée avec Vocaloid. Elle peut aussi aller sur le téléphone de son maître. Elle semble bien s'entendre avec Momo vu qu'elle n'a pas élu domicile sur son ordinateur.
Elle récupère son véritable corps lors du dernier affrontement. Elle conserve néanmoins son pouvoir de devenir un programme informatique.
Shintarō Kisaragi (如月 新太郎)
Shintarō est le septième membre du groupe et le frère de Momo. Son ordinateur sert aussi de domicile à Ene. Il est devenu un hikikomori après le suicide d'Ayano, sa meilleure amie. Shintarō est un jeune homme de 18 ans aux yeux bruns et aux cheveux noirs. On le voit portant plusieurs tenues différentes quand il est chez lui mais quand il sort, il porte un T-shirt noir, un gilet rouge et un pantalon marron.
Shintarō est un NEET avec un QI de 168. Il est accro à internet et stipule même qu'il ne pourrait pas survivre sans internet mais pourrait survivre sans manger, dormir ou même boire. Il adore boire du soda.
Quand il était plus jeune, Shintarō était allé au festival de l'école de Takane et la défia au jeu de tir qu'elle avait créé elle-même (avec l'aide d'Haruka) pour l'occasion. Sachant qu'elle était le deuxième meilleur joueur du pays, Shintarō la provoqua. Takane releva le défi et promit même de faire tout ce que Shintarō lui dirait et l'appellerait "maître" s'il gagnait. Shintarō gagna mais décida d'oublier le pari car il la considérait comme une gêne.
C'est par hasard et grâce à Ene qu'il est entré dans le Mekakushi Dan. En effet, après qu'Ene l'ait menacé de supprimer sa chanson, il renversa du Coca sur son clavier dans un excès de panique. Le clavier ne répondant plus et le clic gauche de la souris étant inutilisable, il décida de sortir pour la première fois depuis 2 ans et se fit prendre en otage dans le magasin d'électronique. Là, il rencontra Kano et, avec son aide et celle du groupe, parvient à déjouer la prise d'otage. Lorsqu'il se fit tirer dessus, il s'évanouit (bien que la balle ne l'ait pas touché) et se réveilla au quartier général du groupe dont il faisait désormais partie.
C'est Shintaro qui ira chercher Ayano dans l'autre monde afin de sauver les Mekakushi du serpent.
Amamiya Hibiya (雨宮 ヒビヤ)
Hibiya, le huitième membre du Mekakushi Dan est un jeune brun aux yeux marron de 12 ans. On le voit portant une veste à capuche blanche au-dessus d'un T-shirt bleu. Il est aussi vêtu d'un short brun et de sandales.
Bien qu'il soit très mûr pour son âge, il est tout de même assez effronté.
Tout comme Hiyori et Konoha, Hibiya a subi la boucle du 15 août (il est resté pendant dix ans le 15 août tout en voyant Hiyori mourir devant ses yeux), mais contrairement à son amie, il est toujours en vie.
Hibiya est amoureux d'Hiyori, mais celle-ci aime Konoha.
Konoha (コノハ)
Konoha, autrefois connu comme l'humain appelé Haruka Kokonose, est actuellement une entité cybernétique à l'image d'Ene et le neuvième membre du groupe. Konoha est un jeune garçon aux cheveux blancs et aux yeux rouges. Il porte un collier noir ressemblant étrangement à une écharpe et un casque noir et jaune. Il porte un T-Shirt blanc à manches longues par-dessus un autre, plus long et de couleur noire. Il est aussi vêtu d'un pantalon jaune et des chaussures noires.
Konoha est un jeune amnésique très gentil. Il est assez tête en l'air et est attiré par l'inconnu.
Tout comme Hibiya, il s'est retrouvé malgré lui dans la boucle du 15 août et a essayé de sauver les deux enfants (Hiyori et Hibiya) mais n'y est pas parvenu.
Contrairement à ce que l'on pourrait croire aux premiers abords, le personnage présent dans la chanson « Outer Science » (parfois appelé Dark konoha ou Kuroha, kuro signifiant noir en japonais) n'est pas une deuxième personnalité de Konoha ni une deuxième conscience. Il s'agit en fait d'un des serpents d'Azami ayant pris possession du corps de Konoha.

### Autres personnages
Hiyori Asahina (朝比奈 日和)
Hiyori est une jeune fille de 12 ans, et c'est l'amie de Konoha et d'Hibiya, et a elle aussi été impliquée dans la boucle du 15 août, mais contrairement aux deux autres, elle est restée bloquée dedans. Elle est aussi amoureuse de Konoha. Après le fait que la tragédie fut évitée, elle revient également dans le monde réel.
Ayano Tateyama (楯山 文乃)
Ayano était la meilleure amie de Shintaro, elle était dans le même lycée que lui, Takane et Haruka. Contrairement à Shintaro, celle-ci avait des notes médiocres. Malheureusement, elle s'est suicidée en sautant du toit du lycée en voulant déjouer les plans du serpent, et c'est la raison pour laquelle Shintaro est devenu un NEET.
Elle était la fille de Ayaka Tateyama et de Kenjiirou Tateyama, le professeur de Takane et Haruka. Ayaka a demandé à Ayano d'être une "grande sœur" pour Kido, Seto et Kano, et elle a tout fait pour mener au mieux cette mission. On apprendra plus tard qu'elle est la fondatrice du Mekakushi Dan. Une fois la tragédie évitée, elle revient dans le monde réel avec Shintaro et les autres Mekakushi. Elle est amoureuse de Shintaro .

## Chansons

### Hatsune Miku
Les chansons avec la voix de Miku sont les premières à avoir été composées et mises en lignes. Pour l'instant, elles sont au nombre de 3, mais une quatrième chanson est un duo entre Miku et IA.
- Artificial Enemy (人造エネミー, Jinzō Enemy?) est la première chanson du projet Kagerou Days et de Shizen no Teki-P. Elle a atteint les 500 000 vues sur Nico Nico Douga, l'équivalent de YouTube au Japon.

Ene est une cybergirl vivant dans l'ordinateur du NEET Shintaro, qui passe lui-même sa vie dans sa chambre, devant son ordinateur. Elle l'observe tandis qu'il refait encore et toujours les mêmes choses sans vouloir qu'elles changent. Tandis qu'il détourne son regard de la réalité et se cache du monde bien qu'il ne peut oublier son passé, elle lui rappelle que fuir la réalité n'est pas la meilleure solution, mais que s'il le fallait, il pourrait aussi passer sa vie à la regarder et vivre à ses côtés dans un monde créé par les humains. À la fin de la chanson, Shintaro lui dit qu'il commence à se lasser de ce « jouet qui parle ».
- Blindfold Code (メカクシコード, Mekakushi Code?) est la deuxième chanson du projet. Elle a atteint les 700 000 vues sur Nico Nico Douga. C'est la chanson du groupe Mekakushi Dan.

Mekakushi Dan est le groupe que la jeune fille Tsubomi Kido dirige. Elle peut effacer la perception d'objets, d'humains et d'animaux dans un certain rayon autour d'elle, ce qui les rend invisibles. Tout le monde peut rejoindre le groupe et, en le rejoignant, on reçoit un mot de passe et une capuche. Mekakushi Dan fait des missions et recrute sans arrêt des nouveaux membres. Actuellement, la majorité des membres possède un pouvoir en rapport avec la vue mais il n'est pas nécessaire d'en avoir un pour intégrer le groupe.
- Heat Haze Days (カゲロウデイズ, Kagerō Days?) est la chanson la plus populaire de Shizen no Teki-P et donc naturellement du projet, en atteignant plus de 2 millions de vues sur Nico Nico Douga. C'est aussi cette musique qui a donné le nom au projet.

L'histoire est centrée sur Hibiya et Hiyori, un garçon et une fille ayant à peu près le même âge. Le 15 août, Hibiya voit Hiyori mourir lorsqu'elle se fait renverser par un camion. La chaleur semble se moquer de lui et il s’évanouit. Il se réveille alors dans son lit le 14 août. Il raconte son rêve étrange à Hiyori qui se passait dans le parc dans lequel ils se trouvent actuellement. Ils décident d'un commun accord de rentrer chez eux, mais au moment où elle passe devant lui, une barre de fer tombe d'un immeuble et la transperce. La chaleur se moque une nouvelle fois de lui et au moment où il s'évanouit, il remarque Hiyori qui sourit. Les deux mêmes jours se répétant sans cesse formant une boucle qui dure 10 ans. Pour en finir avec ce cycle infernal, Hibiya se fait percuter à la place d'Hiyori. Mais Hiyori était elle aussi prisonnière de ces deux jours et essayait de sauver Hibiya.

### IA
Les chansons utilisant la voix d'IA, une autre voix utilisable sur le logiciel vocal Vocaloid. Ce sont les dernières chansons du projet qui sont au nombre de 9, plus Konoha's State of the world, le duo entre elle et Miku.
- Headphone Actor (ヘッドフォンアクター, Heddofon Akutaa?) est la quatrième chanson du projet Kagerou Days. Elle a atteint les 1 200 000 vues sur Nico Nico Douga.La chanson relate la fin de la vie de Takane Enomoto.

Takane Enomoto (Ene quand elle était humaine) entend un jour à la radio le président de son pays dire que ses habitants vivent le dernier jour de leur vie. Toute tremblante, elle enfile son casque pour se calmer et écoute une chanson inconnue. Soudain, elle entend une voix qui lui dit que si elle veut vivre, elle doit aller de l'autre côté de la colline en 20 minutes. Elle se dit que si tout doit disparaître, autant qu'elle écoute cette voix le temps de savoir ce qui se passe réellement. Pendant qu'elle court vers la colline, elle remarque que toute la population se dirige dans le sens inverse. Quand elle atteint enfin la colline à bout de souffle, elle se retrouve face à un mur. De l'autre côté, des scientifiques applaudissent, disant que la ville ne leur est plus nécessaire et y jette une bombe. Takane comprend alors que sa ville n'est qu'une expérience et qu'elle a vécu toute sa vie dans une boite. Elle entend « je suis désolé » au moment où elle meurt. On suppose que c'est Ene qui le lui dit car on peut voir sa silhouette apparaître un court instant.
- Imagination Forest (想像フォレスト, Sōzō Forest?) est la cinquième chanson du projet. La chanson a aussi atteint le million de vues sur Nico Nico Douga, faisant d'elle la première chanson d'IA à le faire. Jin a renommé cette chanson Fantasy Forest (空想フォレスト, Kūsō Forest?) mais elle reste plus connue sous sa première appellation. La chanson résume la vie de Mary.

Mary Kozakura est une jeune fille vivant dans une forêt à l'écart de la ville. Elle dit que le monde est simple, mais qu'elle n'a pas sa place dedans. Comme personne ne remarque sa maison, il n'y a jamais de visite. On la voit d'abord avec sa mère, puis toute seule en train de grandir. Comme elle vit recluse, tout ce qu'elle sait du monde extérieur vient des livres. Elle espère de tout son cœur visiter le monde extérieur, mais ses parents lui ont dit que si elle regardait quelqu'un dans les yeux, il serait changé en pierres. Elle imagine qu'elle aura un futur radieux. Quand elle est perdue dans ses rêves, elle entend une voix.
Quand la personne toque, elle essaye de prétendre de ne pas avoir entendu (elle est effrayée car c'est la première fois que quelqu'un toque) mais trébuche sur un livre quand la porte s'ouvre.
On apprend ensuite que quand elle était plus jeune, elle s'était fait agresser par de jeunes humains et que sa mère l'a protégée, mais quant à son tour elle se fit attaquer, elle transforma les jeunes en pierre et mourut à cause de l'effort qu'elle a dû faire.
De retour vers le présent, Mary se cache sous une table et couvre ses yeux. La personne qui a toqué est surprise en la voyant mais elle lui dit que s'il la regarde dans les yeux, il sera changé en pierre. Le jeune homme prend ses dires à la rigolade et lui dit qu'il avait peur de venir avant mais que cela serait mieux de vivre sa vie sans peurs. Mary se rappelle alors qu'elle peut contrôler son pouvoir et ouvre les yeux.
La dernière scène montre Mary regardant sa maison, puis se retournant et souriant à Kido et le jeune homme qui est en réalité Seto.
- Kisaragi Attention (如月アテンション, Kisagiri Atenshon?) est la septième chanson du projet. Cette chanson est rapidement devenue populaire après sa sortie (100 000 vues en 1 jour).

Momo Kisaragi est une jeune et populaire idole qui décide de sortir un peu tout en essayant de ne pas attirer trop d'attention. De ce fait, elle porte une capuche. Bien qu'elle fasse attention et passe par des ruelles, un coup de vent soulève sa capuche et elle se fait immédiatement reconnaître. Elle commence à s'enfuir lorsque la foule commence à la prendre en photo parce qu'elle n'en peut plus de sa vie de star. Quand elle réussit enfin à s'échapper, elle repense au moment où elle a commencé à attirer l'attention autant. Elle se remet en route mais se cache quand elle remarque qu'elle a provoqué un mouvement de foule.
La vidéo montre ensuite le moment où elle a signé le contrat pour devenir une idole, pensant que sa vie serait plus agréable, puis, de retour dans le présent, elle commence à pleurer en voyant un poster d'elle et en se demandant si elle mérite vraiment toute cette attention. Elle s'arrête quand elle remarque une jeune fille aux cheveux verts. Cette dernière la conduit au repère de Mekakushi Dan où on lui présente Kido, Mary, Kano et plus tard Seto. Ils lui demandent ensuite de rejoindre le groupe, une proposition qu'elle s'empresse d'accepter. Quand Mary lui renverse du thé dessus, elle le prend à la rigolade et se sent enfin à l'aise avec ses nouveaux amis.
On la voit ensuite sur une scène où elle utilise - encouragée par ses nouveaux amis - le pouvoir de ses yeux pour attirer encore plus l'attention sur elle. Sachant que les autres membres de Mekakushi Dan l'observent, elle met son sweat à capuche sur ses épaules, bien décidée à prendre sa vie en tant qu'idole avec joie.
- Transparent Answer (透明アンサー, Tōmei Answer?) est la huitième chanson du projet. Il n'y a pas sa vidéo sur Nico Nico Douga car cette chanson a été faite spécialement pour l'album Mekakucity Days. La chanson explique comment Shintaro est devenu celui qu'il est actuellement.

Quand Shintaro rencontre Ayano à l'école, c'était un élève avec des notes excellentes (100 % de réussite à la majorité de ses contrôles) tandis qu'Ayano avait des notes médiocres. Bien qu'il ne voulait pas se rapprocher d'elle, ils finissent par devenir des amis proches . Bien qu'elle ait toujours l'air joyeuse et réussit toujours à réconforter Shintaro lorsqu'il se dit que la vie qu'il mène n'a pas de sens, Shintaro la voit en train de pleurer mais n'ose pas aller la réconforter. Le jour d'après, il découvre qu'elle s'est suicidée pour des raisons qu'il ignore. Il décide de monter sur le toit de l'école et y découvre une grue faite avec le papier du contrôle où il a eu 100, puis le déchire. Le choc que la mort d'Ayano a eu sur Shintaro était tel qu'il voulut échapper à la réalité et devint celui que nous connaissons maintenant. C'est aussi ce nouveau mode de vie (rester dans sa chambre sur son ordinateur à longueur de temps) qui lui a permis de rencontrer Ene.
- Children Record (チルドレンレコード, Chirudoren Rekoodo?) est la neuvième chanson du projet Kagerou Days. Cette chanson est aussi appelée l'histoire de voir des choses avec ses yeux et « l'histoire du visage des enfants » . C'est la chanson d'introduction du projet, toutes les chansons se rencontrent en elle. Rapidement après sa mise en ligne, elle a atteint le million de vues. La chanson a aussi été vendue sur un DVD spécial.
- Ultramarine Rain (群青レイン, Gunjō Rain?) est une chanson spéciale, qui a d'ailleurs eu un chapitre spécial dans le manga, sortie sur le même album que Chidren Record. La chanson relate en partie l'histoire de Mary et de sa mère.

Shion Kozakura (la mère de Mary) lit un livre à sa fille pour l'aider à s'endormir, qui s'endort peu après et commence à rêver. La mère regarde alors la pluie et aimerait que cette pluie ne s'arrête jamais, ce qui empêcherait Mary d'aller dehors. Pendant que sa fille dort, Shion lui dit de ne pas se rendre dehors et de ne surtout pas « rencontrer leurs yeux ». Sachant qu'il existe un monde hors des limites de la forêt, Shion sait qu'un  jour sa fille fera ses propres expériences et pourra peut-être enfin trouver le bonheur. En faisant une rétrospective de son passé, elle se rappelle à quel point elle haïssait le monde, mais avait fini par aimer chaque jour qui passait. Elle se rappelle aussi qu'elle attendait avec son père que sa mère revienne chaque jour mais elle n'est jamais revenue. Quand elle meurt, Shion est triste car elle n'a jamais pu avouer à sa fille à quel point elle l'aimait et que son monde allait s'ouvrir. À la fin de la chanson, on voit Mary pleurer en lisant les mots « je t'aime » marqués sur le journal de sa mère.
- Death God Record (シニガミレコード, Shinigami Record?) est une chanson créée exclusivement pour l'album Mekakucity Days. Cette chanson ne nous apprend pas grand chose à part l'histoire d'Azami.

Azami est la mère de Shion et la grand-mère de Mary. Contrairement à sa descendance, c'est une véritable méduse. Elle possède donc un corps immortel et de nombreux pouvoirs. Azami vit seule dans les bois et au fur et à mesure que le temps passe, elle remarque que les humains vieillissent et meurent alors qu'elle ne change pas particulièrement. Un jour, elle rencontre un jeune soldat qui est aussi le premier humain à ne pas la craindre. Ils finissent par tomber amoureux et forment un couple, tout en décidant de passer leur vie ensemble.
Après quelque temps, Azami tombe enceinte et accouche de Shion, ce qui a pour effet de renforcer encore plus la valeur de la vie à ses yeux. Avec le temps, Azami remarque que son mari est déjà très âgé et qu'il allait bientôt mourir, tandis qu'elle et sa fille étaient encore très jeunes. Elle décide alors de créer un monde éternel en utilisant le pouvoir de ses serpents, et espère que cet endroit sera leur nouvelle maison, où personne n'aurait plus à vieillir. Elle quitte donc sa famille avec ce seul but en tête.
Quand elle parvient finalement à finir la maison, Azami reste devant la porte à attendre que son mari et sa fille viennent, mais personne ne se présente. Elle commence donc à réaliser que son mari doit être mort depuis longtemps. Azami ne voit donc plus l'intérêt de ce monde éternel mais décide tout de même d'y rester seule. De plus, elle ne parvient pas à supporter le fait d'avoir perdu son mari et tombe par terre, en pleurant.
- Ene's Cyber Journey (エネの電脳紀行, Ene no Dennō Kikō?) se passe juste après la chanson Headphone Actor, quand Ene a perdu son corps humain et découvre le monde cybernétique. Cette chanson est elle aussi faite spécialement pour l'album Mekakucity Days.
- Night Talk Deceive (夜咄ディセイブ, Yobanashi Deceive?) est une chanson sortie le 17 février 2013, exactement deux ans après le début du projet. Jin l'a annoncé plusieurs mois avant sa sortie et l'a terminé en janvier 2013. Il explique dans une interview que la chanson passera du Blues au Rock, tout en passant par du Funk. Bon nombre de fans pensaient que la chanson serait centrée sur Shuuya Kano, un des seuls membres du Mekakushi Dan à ne pas avoir de chanson à l'heure actuelle. De plus, le pouvoir de ses yeux est de tromper, comme une partie du titre de la chanson. Jin était surpris de l'entendre, mais l'a pris en riant en expliquant que la chanson pouvait être sur n'importe qui, quel qu'en soit le titre. Les fans ne s'étaient pas trompés puisque la chanson raconte effectivement l'histoire de Kano et de son pouvoir. Cette chanson a été très attendue. En effet, elle a comptabilisé plus de 100 000 vues en l'espace de 2 heures sur Nico Nico Douga tandis que deux semaines après, elle avait déjà atteint le million de vues.

### Konoha's State of The World
Konoha's State of The World (コノハの世界事情, Konoha no Sekai Jijō) est la sixième chanson du projet. C'est un duo entre IA et Hatsune Miku. C'est aussi leur premier duo à dépasser le million de vues sur Nico Nico Douga.
C'est dans cette chanson qu’apparaît pour la première fois Konoha. On le voit en train d'essayer de sauver Hibiya et Hiyori, mais il ne réussit jamais. On l'entend dire que ses yeux permettent de « changer le futur » mais on ne sait toujours pas ce qu'est réellement leur pouvoir.

## Light novels
Le projet Kagerou Days a été adapté huit light novels, publiés entre mai 2012 et décembre 2017. Ils ont tous été écrits par Jin et dessinés par Sidu.
| no | Japonais                               | Japonais          | Japonais          |
| no | Titre                                  | Date de sortie    | ISBN              |
| -- | -------------------------------------- | ----------------- | ----------------- |
| 1  | Kagerou Days -in a daze-               | 30 mai 2012       | 978-4-04-728059-5 |
| 2  | Kagerou Days II -a headphone actor-    | 29 septembre 2012 | 978-4-04-728339-8 |
| 3  | Kagerou Days III -the children reason- | 30 mai 2013       | 978-4-04-728944-4 |
| 4  | Kagerou Days IV -the missing children- | 30 août 2013      | 978-4-04-729099-0 |
| 5  | Kagerou Days V -the deceiving-         | 29 mars 2014      | 978-4-04-729530-8 |
| 6  | Kagerou Days VI -over the dimension-   | 30 mars 2015      | 978-4-04-730326-3 |
| 7  | Kagerou Days VII -from the darkness-   | 29 août 2016      | 978-4-04-730745-2 |
| 8  | Kagerou Days VIII -summer time reload- | 29 décembre 2017  | 978-4-04-734622-2 |

## Manga
Un manga intitulé Kagerou Days a lui aussi vu le jour. Il est publié dans le magazine Monthly Comic Gene de l'éditeur Media Factory. Là aussi, Jin est l'auteur du scénario tandis que Mahiro Sato se charge des illustrations. Le premier volume est sorti le 27 novembre 2012, et quatre tomes sont sortis en mars 2014.
| no | Japonais         | Japonais       |
| no | Date de sortie   | ISBN           |
| -- | ---------------- | -------------- |
| 1  | 27 novembre 2012 | 978-4840147620 |
| 2  | 27 mars 2013     | 978-4840150392 |
| 3  | 27 août 2013     | 978-4840153164 |
| 4  | 27 mars 2014     | 978-4040665139 |
| 5  | 27 juin 2014     | 978-4040665955 |

## Anime
Une adaptation en série télévisée d'animation a été annoncée en août 2012,. Cette série s'intitule Mekakucity Actors (メカクシティアクターズ, Mekakushiti Akutāzu) et est diffusée initialement le 12 avril 2014 sur Tokyo MX. Hors du Japon, la série est diffusée en simulcast par Crunchyroll

### Liste des épisodes
| No | Titre français                                        | Titre japonais       | Titre japonais        | Date de 1re diffusion |
| No | Titre français                                        | Kanji                | Rōmaji                | Date de 1re diffusion |
| -- | ----------------------------------------------------- | -------------------- | --------------------- | --------------------- |
| 1  | Jinzô Enemy (Ennemi artificiel)                       | 人造エネミー         | Jinzō Enemī           | 12 avril 2014         |
| 2  | Kisaragi Attention (L’attention sur Kisaragi)         | 如月アテンション     | Kisaragi Atenshon     | 19 avril 2014         |
| 3  | Mekakushi Code (Code à l'aveugle)                     | メカクシコード       | Mekakushi Kōdo        | 26 avril 2014         |
| 4  | Kagerô Days (Jours chauds et brumeux)                 | カゲロウデイズ       | Kagerō Deizu          | 3 mai 2014            |
| 5  | Kaien Panzermast                                      | カイエンパンザマスト | Kaien Panzamasuto     | 10 mai 2014           |
| 6  | Headphone Actor (L'acteur aux écouteurs)              | ヘッドフォンアクター | Heddofon Akutā        | 17 mai 2014           |
| 7  | Konoha No Sekai Jijô (Le monde selon Konoha)          | コノハの世界事情     | Konoha no Sekai Jijou | 24 mai 2014           |
| 8  | Lost Time Memory (Mémoire des temps perdus)           | ロスタイムメモリー   | Rosutaimu Memorī      | 31 mai 2014           |
| 9  | Ayano No Kôfuku Riron (La théorie du bonheur d'Ayano) | アヤノの幸福理論     | Ayano no Kōfuku Riron | 7 juin 2014           |
| 10 | Kûsô Forest (Forêt de l'imaginaire)                   | 空想フォレスト       | Kūsō Foresuto         | 14 juin 2014          |
| 11 | Otsukimi Recital (Récital sous la pleine lune)        | オツキミリサイタル   | Otsukimi Risaitaru    | 21 juin 2014          |
| 12 | Summer Time Record (Disque d'été)                     | サマータイムレコード | Samātaimu Recōdo      | 28 juin 2014          |

### Musique
| Générique | Épisodes | Début | Début                         | Fin   | Fin     |
| Générique | Épisodes | Titre | Artiste                       | Titre | Artiste |
| --------- | -------- | ----- | ----------------------------- | ----- | ------- |
| 1         | 1 – 12   | Daze  | Jin ft. MARIA from GARNiDELiA | Days  | Lia     |

### Doublage
| Personnages                       | Voix japonaises      |
| --------------------------------- | -------------------- |
| Tsubomi kido                      | Yuko Kaida           |
| Seto Kōsuke                       | Sōichirō Hoshi       |
| Shūya Kano                        | Shinnosuke Tachibana |
| Mary Kozakura                     | Kana Hanazawa        |
| Momo Kisaragi                     | Nanami Kashiyama     |
| Ene                               | Kana Asumi           |
| Shintarō Kisaragi                 | Takuma Terashima     |
| Konoha / Kuroha / Haruka Kokonose | Mamoru Miyano        |

## Produits dérivés
Plusieurs produits dérivés sont sortis au Japon. Un fanbook est sorti le 25 janvier 2013. Cinq anthologies sont également sorties : Upper est sorti le 26 janvier 2013, Downer le 27 mars 2013, Summer le 27 juillet 2013, Winter le 27 novembre 2013, Spring le 27 mars 2014 et Bitter le 26 juillet 2014.